# Петриця
Петриця (рос. Петрица) — річка в Подольському районі Московської області, притока Мочі, належить до басейну Оки.

## Характеристика
Належить до малих річок, її довжина складає 10 км. Починається біля села Велике Толбіно Подольського району, впадає у річку Моча. Попри свою малу довжину має дві притоки — Рожай та Жественку. Річка рівнинна з спокійною течією, глибина сягає 3 метрів. Найбільша ширина — 80 метрів, біля гирла Рожаю — 100 метрів. Річка протікає через місто Климовськ. Ймовірно, що назва пішла від слова «петляти». Площа водозбору 44 км², середня витрата води 0,29 м³/с.

## Флора та фауна
У річці водяться різні види риб, наприклад коропи. До 2000 року, коли екологічна ситуація була сприятливою, в річці водились раки.